# Hesperocamelus
Hesperocamelus es un género extinto de animal terrestre herbívoro de la familia de los Camelidae, endémico de América del Norte que vivió desde el  Mioceno hasta el Plioceno  hace entre 10,03—5,33 millones de años aproximadamente.

## Taxonomía
Hesperocamelus fue nombrado por Macdonald (1949). Fue asignado a Camelidae por Macdonald (1949) y Carroll (1988). Su nombre significa en griego antiguo: ἕσπερος (hésperos, "western") y κάμηλος (kámelos, "camello")

## Distribución fósil
La distribución fósil se limita a Nevada y California.